# Frontière entre Chypre et la Grèce
La frontière entre Chypre et la Grèce est une frontière internationale théorique intégralement maritime qui délimite Chypre de la Grèce en mer Méditerranée.
Les conflits entre la Grèce et la Turquie empêchent toute définition claire dans cette zone, ravivés par le conflit entre Chypre et Chypre du Nord. En 2019, la Turquie et la Libye ont signé un accord sur leur frontière maritime qui permet à la Turquie de faire valoir ses droits sur de vastes zones en Méditerranée orientale convoitée par l’Égypte, la Grèce et Chypre pour leur potentiel en ressources gazières. La Grèce, Chypre et l’Égypte contestent cet accord qui n'est pas conforme au droit de la mer.